# Davis Hanson Waite
Pour les articles homonymes, voir Waite.
Davis Hanson Waite (né le 9 avril 1825 et mort le 27 novembre 1901) est un homme politique américain, gouverneur du Colorado de 1893 à 1895.

## Biographie
Davis Hanson Waite est né le 9 avril 1825 à Jamestown dans l'État de New York. Après des études de droit, il déménage dans le Wisconsin et est élu à la législature d'État en 1856. Durant les deux décennies suivantes, il change plusieurs fois d'État avant de s'installer au Kansas où il est élu à la législature d'État en 1878.
L'année suivante, Waite s'installe à Leadville puis à Aspen dans le Colorado. Il est ensuite élu au poste de gouverneur en 1892 mais échoue à remporter un second mandat.
Il meurt le 27 novembre 1901.